# الجامع الكبير (طويلة)
الجامع الكبير الواقع في قرية طويلة على سفوح الجبال في محافظة السليمانية، ويعتبر من مساجد العراق التراثية القديمة، وتم بناؤه بعد الفتح الإسلامي للعراق في عهد الخليفة الراشد عمر بن الخطاب، ويقع الجامع في قضاء حلبجة، وتم تجديدهُ عام 1348هـ/1927م، وتجديد آخر عام 1368هـ/1947م.
وجرى إعادة بنائه في عام 1418هـ/1998م، وببناء وطراز معماري حديث حيث تعلوهُ قبة خضراء اللون غلفت بالكاشي الأخضر، وللمسجد أربع منارات حديثة مخروطية الشكل، وكان بجوارهِ مدرسة دينية لم يبق من أثرها إلا القليل ويحوي الجامع على مصلى كبير يقوم على أعمدة كونكريتية، وأمام المصلى توجد طارمة وفسحة كبيرة بعرض المصلى وبطول ثمانية أمتار، ويحتوي على قطعة من حجر الرخام مزخرفة وخطت عليها آيات من القرآن، والجامع يقع في منطقة جبلية وتحيطهُ الجبال من كل جانب.
وتقام في الجامع حالياً صلاة الجمعة وصلاة العيدين والصلوات الخمس المفروضة، بالإضافة إلى قيامهِ بدورات لتعليم القرآن لطلاب المدراس في العطلة الصيفية.